# Darren Star
Darren Star (Potomac, 25 de julho de 1961) é um produtor de televisão estadunidense, produtor de filmes e, ainda, escritor de séries, mais conhecido pelo sucesso das séries Beverly Hills, 90210, Melrose Place (em ambas co-produtor com Aaron Spelling), e de Sex and the City. Além de ter dirigido estas séries, escreveu pessoalmente diversos guiões e dirigiu muitos dos episódios.
Entre outros trabalhos de Star encontramos a comédia Grosse Pointe, que é descrita pelo próprio Star como uma sátira a 90210. Seus mais recentes trabalhos na televisão incluem Younger (2015–presente) e Emily in Paris (2020–presente).

## Vida pessoal
Darren Star nasceu em uma família judia. Sua mãe era uma escritora freelancer e seu pai, um ortodentista. Estudou na Winston Churchill High School e cursou Inglês e Escrita Criativa da Universidade da Califórnia em Los Angeles.

Star é abertamente gay e luta pela representação LGBTQ nas mídias. Possui residência em Nova Iorque e em Los Angeles.